# سندلین

نقشه شبکهٔ قطار راه‌آهن اسواتینی در کشور سوآزیلند

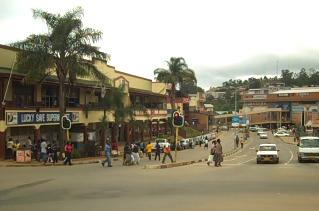
مرکز شهر امبابانه

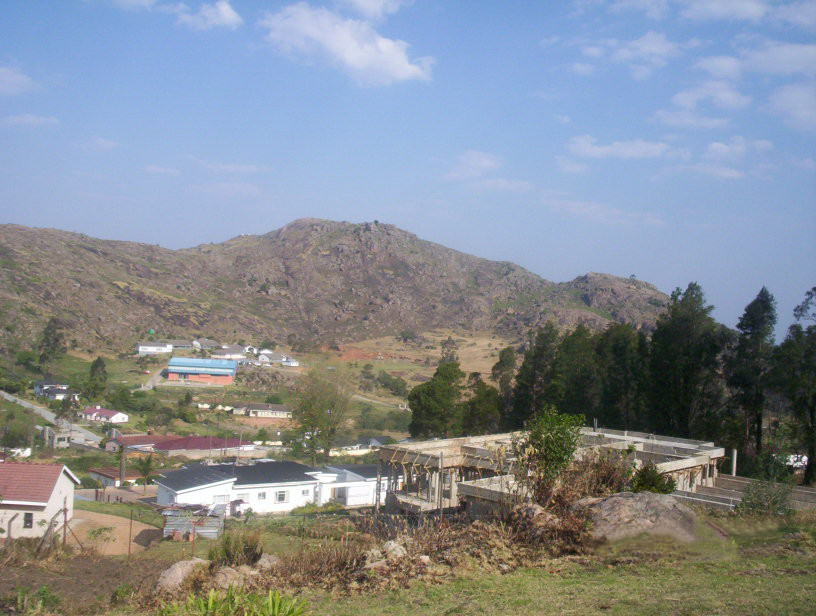
مناظر سوازیلند

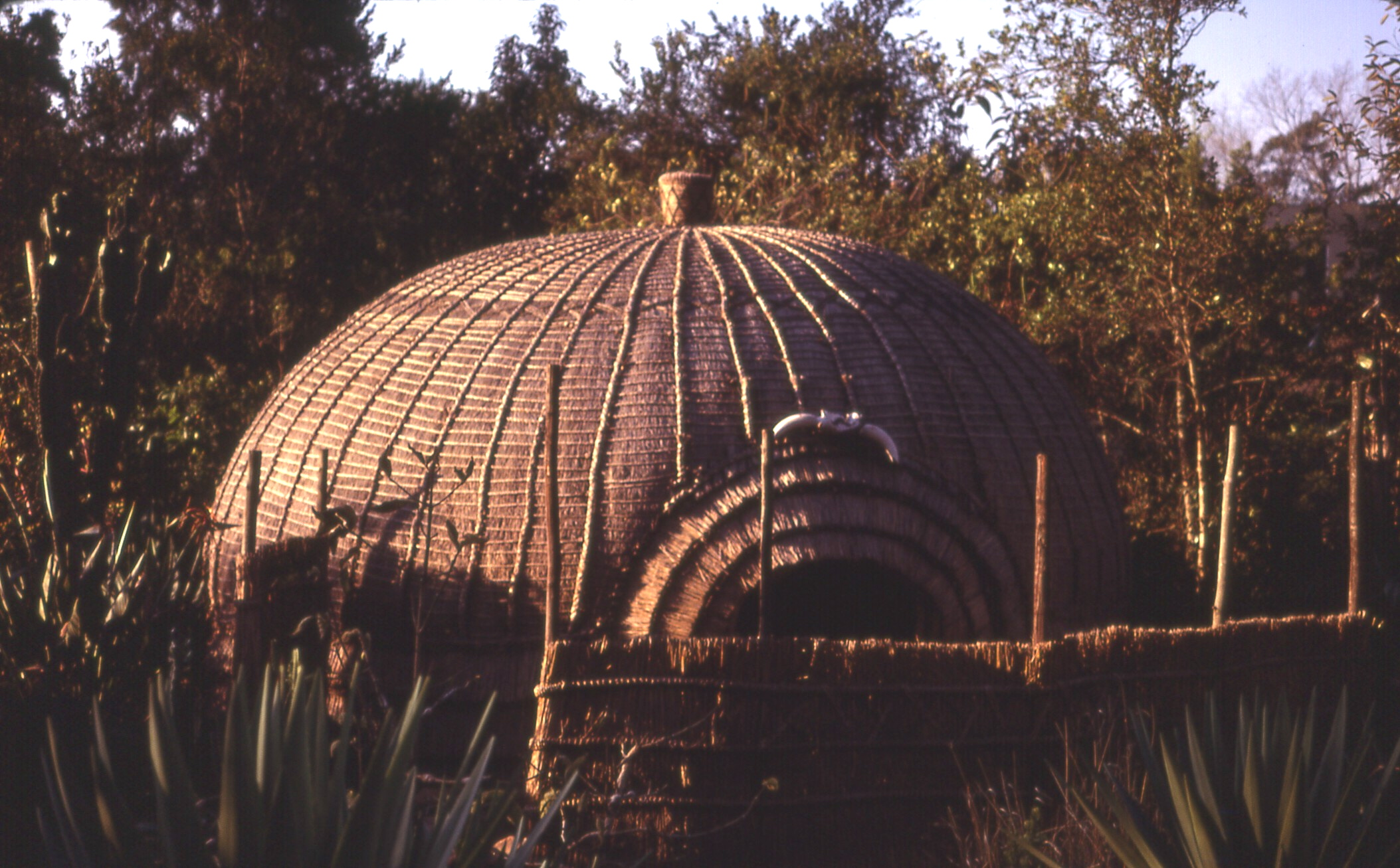
خانه حصیری

سندلین (انگلیسی: Sandlane) غربی‌ترین شهر کشور سوازیلند است که در نزدیکی مرز آفریقای جنوبی واقع شده‌است. این شهر در چهل کیلومتری جنوب غربی پایتخت امبابانه است. امبابانه پایتخت اداری کشور آفریقایی سوازیلند است. براساس آمارگیری سال ۲۰۱۰ میلادی جمعیت پایتخت ۹۴٬۸۷۴ نفر بود و مساحت آن ۱۵۰ کیلومتر مربع است. در واقع پایتخت سلطنتی و قانونی سوازیلند شهر لوبامبا است. طول مرز سوازیلند با آفریقای جنوبی (۱۰۵ کیلومتر) است و طول مرز آن با موزامبیک (۳۰ کیلومتر) می‌باشد. از مهم‌ترین شهرهای سوازیلند علاوه بر سندلین، عبارت است از مانزینی با جمعیت ۷۳۰۰۰ نفر، بیگ بند با جمعیت ۹۰۰۰ نفر، ملومه با جمعیت ۱۰۰۰ نفر، مالکرنز با جمعیت ۶ هزار نفر و لوبامبا نیز جمعیت آن ۵۸۰۰ نفر است.